# Crime Crackers 2
Crime Crackers 2 (クライムクラッカーズ2?, Kuraimu Kurakkāzu Tsū) è un videogioco sparatutto in prima persona con elementi di ruolo sviluppato da Media.Vision e pubblicato da Sony Computer Entertainment per la console PlayStation il 27 novembre 1997 esclusivamente in Giappone come sequel di Crime Crackers. Il 26 dicembre 2007 è stato reso disponibile su PlayStation Network sempre in madre patria.

## Trama
La storia è collocata subito dopo la conclusione del gioco precedente ma ruota attorno a dei nuovi protagonisti: Seria, Shiza, Jonmichael, Mardock, Wendy ed altri membri che formano il Team Guppy, i quali viaggiano attraverso l'immensa Via Lattea tramite una navicella con le sembianze simili a quelle di un "guppy" sventando i crimini. Il gruppo di eroi è capitanato da Seria Hasselbag, una giovane ragazza bionda sedicenne virtuosa e gentile ma un po' ingenua. Il suo obiettivo è quello di diventare brava come un membro dei Crime Cracker, i quali sono divenuti popolarissimi lungo tutta la Via Lattea come cacciatori di taglie di grado S, seguendo l'esempio di Emilia F. Alcanett, eroina del primo capitolo. Gli altri membri del gruppo sono: Wendy Wilkinson, una maid alata dai capelli blu che lavora sodo per aiutare Seria ed il resto dei compagni, Shiza Kanagusk, una ragazza gatto dai capelli rosa, dal carattere duro, praticante di kenpō, la quale è in grado di scatenare un'incredibile potenza di fuoco durante le sparatorie, Jonmichael Hasselbag, un androide di supporto ed infine Mardock Hooper, un essere simile ad un gatto o un cane dal pelo blu, il quale funge da navigatore della nave spaziale.
Successivamente si uniranno altri tre preziosi membri: Bates Hamil, Dolf Fisher e PAN-G. Il primo è un membro della polizia galattica inviato da Silvia e D, entrambi appartenenti al medesimo corpo che comunicano con i Crime Crackers ed altri cacciatori di taglie per portare la giustizia nella galassia ed i criminali in prigione. A causa di un tragico evento del suo passato, ovvero quello di aver perso una grande amica molto simile in aspetto a Seria, Bates ha deciso di unirsi alla polizia galattica per impedire che altri soffrano come ha dovuto fare lui. Il secondo è un uomo somigliante ad un delfino, talvolta noto come Iruka, è un cacciatore di taglie che crede nella filosofia "Il tempo è denaro". Il terzo invece è un cyborg femminile che ha perso i suoi ricordi, la quale parte all'avventura per scoprire tutta la verità che la riguarda.

## Modalità di gioco
Crime Crackers 2 è uno sparatutto in prima persona con elementi tipici dei videogiochi di ruolo, proprio come il suo predecessore. Tuttavia, a differenza di quest'ultimo, sono state apportate diverse migliorie e modifiche di vario tipo. Il numero di personaggi giocabili è arrivato ad otto mentre in precedenza erano solo tre, quattro controllabili alla volta e questo ha comportato ad un'alterazione della formazione presente sullo schermo dove prima i protagonisti erano disposti sullo stesso piano ai lati mentre ora sono collocati tutti quanti in basso a sinistra, ognuno con il proprio ritratto mentre a destra vi è la rispettiva barra vitale. Ora i personaggi scelti non potranno più utilizzare le bombe come in passato ma avranno a loro disposizione un'abilità unica differente per ognuno di loro, per esempio Wendy può curare se stessa o gli altri mentre Mardock è in grado di illuminare le stanze buie, in aggiunta a ciò si può usufruire di un'arma secondaria oltre a quella primaria, la quale però toglierà un po' di vita ogni qualvolta verrà utilizzata. Un'altra novità riguarda la possibilità di far ritornare in gioco gli eroi senza energie, che una volta sconfitti cominceranno a recuperare poco a poco le forze, rendendosi nuovamente disponibili nel corso della missione.
Lungo i vari percorsi si potranno trovare degli oggetti, se recuperati questi porteranno a diversi benefici come il recupero della salute oppure l'aumento dei punti esperienza. Il sistema di puntamento dei nemici è ora automatico per Seria, mentre gli altri potranno utilizzarlo equipaggiandosi con l'oggetto appropriato. Percorrendo i vari livelli, trenta in tutto, si dovrà affrontare un boss, il quale una volta sconfitto permetterà l'accesso all'area successiva. I finali possibili sono in tutto nove, ottenibili affrontando più volte il gioco e completando percorsi differenti.

## Accoglienza
In una recensione in retrospettiva del sito HonestGamers, un recensore parlando del prequel, affermò che Crime Crackers 2 era di gran lunga superiore al titolo originale, consigliando di giocare a quest'ultimo piuttosto che al primo capitolo.